# Departamento de Mfoundi
Mfoundi es un departamento de la región Centro de Camerún. En noviembre de 2005 tenía una población censada de 1 881 876 habitantes.
Está formado por los siguientes municipios:
- Yaoundé I 281,586
- Yaoundé II 238,927
- Yaoundé III 252,501
- Yaoundé IV 477,350
- Yaoundé V 265,087
- Yaoundé VI 268,428
- Yaoundé VII 97,997